# The Penguins
A The Penguins egy rock'n'roll/doo-wop együttes volt az 1950-es évekből. Tagjai Cleveland Duncan, Curtis Walker, Dexter Tisby, Bruce Tate, Randy Jones, Ray Brewster, Teddy Harper, Walter Saulsberry, Vesta King, Evelyn King, Vera Walker, Rudy Wilson és Glenn Madison voltak. Leghíresebb daluk az Earth Angel.
Nevüket a Kool cigarettamárka kabalájának számító pingvinről kapták, ugyanis az egyik tag ezt a cigarettát szívta. A tagok eredetileg egy The Hollywood Flames nevű bandában ismerkedtek össze, majd megalapították saját együttesüket. Érdekességként megemlítendő, hogy a Penguins abban a korban alakult, amikor már léteztek madarakról elnevezett zenekarok, így például voltak The Flamingos vagy The Crows nevű együttesek is.
Az Earth Angel című daluk első helyezést ért el a Billboard 100-as listán. Hosszú ideig működtek, 1953-tól 2012-ig tevékenykedtek. Pályafutásuk során azonban egyszer már feloszlottak, 1962-ben.
Cleve Duncan, a zenekar énekese, 2012-ben elhunyt, 77 éves korában.
A Penguins 2004-ben bekerült az énekes csoportok sikertermébe (angol nevén Vocal Group Hall of Fame).